# 3D (album de TLC)
Pour les articles homonymes, voir 3D (homonymie).
Albums de TLC
FanMail
(1999) Now and Forever: The Hits
(2003)
Singles
1. Girl Talk
Sortie : 8 septembre 2002
2. Hands Up
Sortie : 15 novembre 2002
3. Turntable
Sortie : 2 février 2003
4. Damaged
Sortie : 7 juin 2003

3D est le quatrième album studio de TLC, sorti le 12 novembre 2002.
L'album, qui s'est classé 4e au Top R&B/Hip-Hop Albums et 6e au Billboard 200, a été certifié disque de platine par la Recording Industry Association of America (RIAA) le 10 décembre 2002.
3D a reçu une nomination aux 45e Grammy Awards (Meilleure prestation vocale R&B par un duo ou un groupe pour le titre Girl Talk) et une nomination aux 46e Grammy Awards (Meilleure prestation vocale R&B par un duo ou un groupe pour la chanson Hands Up).

## Liste des titres
| No  | Titre                                 | Auteur                                                                                             | Producteur(s)                        | Durée |
| --- | ------------------------------------- | -------------------------------------------------------------------------------------------------- | ------------------------------------ | ----- |
| 1.  | 3D (Intro)                            | Dallas Austin                                                                                      | Dallas Austin                        | 2:25  |
| 2.  | Quickie                               | Austin, Lisa Lopes, Tionne Watkins                                                                 | Dallas Austin                        | 4:19  |
| 3.  | Girl Talk                             | Edmund Clement, Kandi Burruss, Lopes, Anita McCloud, Watkins                                       | Eddie Hustle                         | 3:35  |
| 4.  | Turntable                             | Rodney Jerkins, Watkins, Fred Jerkins, Daniel Moore, LaShawn Daniels, Tomi Martin                  | Rodney Jerkins                       | 3:25  |
| 5.  | In Your Arms Tonight                  | Pharrell Williams                                                                                  | The Neptunes                         | 4:25  |
| 6.  | Over Me                               | R. Jerkins, Rozonda Thomas, Kenisha Pratt, Daniel Moore, Tyrell Bing, Lopes                        | Rodney Jerkins                       | 4:17  |
| 7.  | Hands Up                              | Kenneth Edmonds, Daryl Simmons                                                                     | Babyface, Daryl Simmons              | 3:49  |
| 8.  | Damaged                               | Austin, Watkins                                                                                    | Austin                               | 3:51  |
| 9.  | Dirty Dirty (featuring Missy Elliott) | Missy Elliott, Tim Mosley                                                                          | Timbaland et Missy Elliott           | 3:40  |
| 10. | So So Dumb                            | Raphael Saadiq, Watkins, Glenn Standridge, Bobby Ozuna                                             | Raphael Saadiq et Jake & The Phatman | 4:06  |
| 11. | Good Love                             | Clement, Burruss                                                                                   | Hustle                               | 4:12  |
| 12. | Hey Hey Hey Hey                       | R. Jerkins, Watkins, Burruss                                                                       | Rodney Jerkins                       | 4:05  |
| 13. | Give It to Me While It's Hot          | Ray Murray, Rico Wade, Pat Brown, Marqueze Ethridge, Marvin Parkman, Stewart Jordan, Lopes, Thomas | Organized Noize                      | 3:28  |

| 14. | Get Away | Ray Murray, Watkins | Organized Noize | 4:14 |

## Crédits
Informations issues et adaptées du site AllMusic (édition standard).
Interprètes
- TLC (Tionne Watkins, Lisa Lopes et Rozonda Thomas) : interprètes principales
- Debra Killings, Tavia Ivey, Jasper Cameron, Missy Elliott, Marde Johnson, Mark Pitts : chœurs, participation vocale

Musiciens
- Shorty B. : basse
- Sigurdur "Siggy" Birkis : percussions
- Tom Knight : percussions
- Tomi Martin : guitare
- Danny O'Donoghue : guitare
- Tony Reyes : guitare
- Colin Wolfe : basse
- Kelvin Wooten : claviers

Production
- Antonio M. Reid, Dallas Austin, TLC : producteurs exécutifs
- Dallas Austin, Babyface, Missy Elliott, Rodney Jerkins, The Neptunes, Organized Noize, Raphael Saadiq, Daryl Simmons, Timbaland : producteurs
- Ivy Skoff, Anet Sharvit : coordinatrices de production
- Carlos "El Loco" Bedoya, Paul Boutin, Leslie Brathwaite, Josh Butler, Andrew Coleman, Sean Davis, John Frye, Morgan Garcia, Brian Garten, Carlton Lynn, Fabian Marasciullo, Rick Sheppard : ingénieurs du son
- Cedric Anderson, Steve Fisher, Tim Lauber, Victor McCoy, Christine Sirois, Rob Skipworth, Craig "Niteman" Taylor : ingénieurs assistants
- Gerry "The Gov" Brown, Kevin "KD" Davis, Jimmy Douglas, Jean-Marie Horvat, Rodney Jerkins, Phil Tan, Timbaland : mixage
- John Horesco IV, Dion Peters, Tim Roberts, John Tanksely : ingénieurs assistants (mixage)
- Herb Powers : mastering

Album
- Sharliss Ahsbury, Shelby Hodgen : responsables de projet
- Mark Pitts, Theresa Wilson : A&R
- Guy Aroch, Seb Janiak : photographes
- Jeffrey Schulz : design, direction artistique
- Paul Starr : maquillage
- Julieanne Mijares : styliste